# Індіанські території в Бразилії

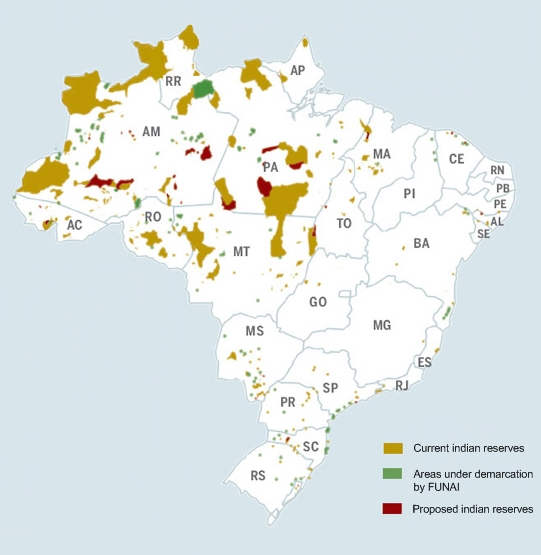
Нинішні та пропоновані території корінних народів у Бразилії

У Бразилії індіанська територія або земля корінного народу (порт. Terra Indígena [ˈtɛhɐ ĩˈdʒiʒẽnɐ], TI) — територія, заселена виключно індіанцями. Стаття 231 Конституції Бразилії визнає невід'ємне право корінних народів на землі, які вони «традиційно займають» і автоматично надає їм постійне право на володіння цими землями. На практиці, однак, для отримання повного захисту ТІ необхідний офіційний багатоетапний процес демаркації і це часто призводить до тривалих юридичних боїв. Навіть після демаркації ТІ часто піддаються незаконним вторгненням поселенців, а також гірничодобувних та лісозаготівельних компаній.
У Бразилії існує 724 запропонованих або затверджених корінних територій і вони охоплюють близько 13 % суші країни. Критики системи говорять, що це не пропорційно кількості корінних жителів Бразилії, яка складає приблизно 0,41 % населення; вони стверджують, що кількість землі, зарезервована як ТІ, підриває економічний розвиток країни та національну безпеку.

## Поширеність
Станом на 2016 рік в Бразилії налічувались 702 індіанські території, які охоплювали 1172 995 км2 — 14 % суші країни. Станом на 2020 рік 120 територій знаходились в процесі офіційної ідентифікації, вони загалом охоплювали 1 084 049 га; 43 були офіційно ідентифіковані (2 179 316 га); 74 були офіційно проголошені (7 305 639 га), а 487 офіційно затверджені (106 858 319 га). Це означає, що в цілому 723 території або були ідентифіковані, або були юридично закріплені як індіанські території, загальною площею 117 427 323 га. З історичних причин — зокрема через португальську колонізацію яка розпочалася з узбережжя — більша частина індіанських територій зосереджена в глибині країни, особливо в Амазонії. Є лише три федеративні одиниці без будь-яких ТІ: штати Ріу-Гранді-ду-Норті, Піауї та Федеральний округ.

### Індіанські території за штатами (2011)
| Штат                | Кількість ТІ | Площа ТІ (км2) | Відсоток площі штату |
| ------------------- | ------------ | -------------- | -------------------- |
| Акрі                | 36           | 30,721         | 20.13 %              |
| Алагоас             | 10           | 130            | 0.47 %               |
| Амапа               | 6            | 41,965         | 29.38 %              |
| Амазонас            | 166          | 527,783        | 33.6 %               |
| Баїя                | 26           | 2,345          | 0.42 %               |
| Сеара               | 11           | 114            | 0.08 %               |
| Федеральний округ   | 0            | 0              | 0 %                  |
| Еспіриту-Санту      | 3            | 76             | 0.16 %               |
| Гояс                | 5            | 405            | 0.12 %               |
| Мараньян            | 20           | 19,057         | 5.74 %               |
| Мату-Гросу          | 78           | 188,490        | 20.87 %              |
| Мату-Гросу-ду-Сул   | 49           | 6,781          | 1.9 %                |
| Мінайс-Жерайс       | 9            | 670            | 0.11 %               |
| Пара                | 58           | 305,724        | 24.5 %               |
| Параїба             | 3            | 338            | 0.6 %                |
| Парана              | 26           | 944            | 0.47 %               |
| Пернамбуку          | 15           | 1,181          | 1.2 %                |
| Піауї               | 0            | 0              | 0 %                  |
| Ріо-де-Жанейро      | 5            | 24             | 0.05 %               |
| Ріу-Гранді-ду-Норті | 0            | 0              | 0 %                  |
| Ріу-Гранді-ду-Сул   | 45           | 1,088          | 0.39 %               |
| Рондонія            | 24           | 62,526         | 26.32 %              |
| Рорайма             | 32           | 195,752        | 87.27 %              |
| Санта-Катарина      | 20           | 562            | 0.59 %               |
| Сан-Паулу           | 28           | 171            | 0.07 %               |
| Сержипі             | 1            | 43             | 0.2 %                |
| Токантінс           | 12           | 25,521         | 9.19 %               |
| Бразилія            | 672          | 1,105,258      | 13 %                 |

## Процес демаркації
Процес демаркації індіанських територій був встановлений Індіанським Статутом 1973 року і неодноразово переглядався, останній раз у 1996 році. Згідно з чинним законодавством, за первинне визначення потенційних ТІ відповідає FUNAI, урядовий орган, який відповідає за справи корінних народів, який замовляє етнографічне та географічне обстеження території та публікує пропозицію щодо її території. Потім ця пропозиція має бути схвалена Міністерством юстиції, яке розглядає пропозицію FUNAI та будь-які заперечення інших зацікавлених сторін. У разі затвердження FUNAI починає фізичну демаркацію нової ТІ, а Національний інститут колонізації та аграрної реформи проводить переселення будь-яких мешканців корінних народів. Остаточне схвалення або гомологізація демаркації ТІ видається Президентом Республіки, після чого вона офіційно реєструється.
Індіанський Статут вказував, що всі корінні землі повинні бути розмежовані до 1978 року а Конституція 1988 року встановила для цього п'ятирічний термін. Однак демаркація все ще триває. Процес часто затримується через юридичні суперечки, що виникають із заперечень поселенців, що не є корінними жителями, та комерційних інтересів у запропонованій ТІ. Це все частіше зустрічається з 1996 року, відколи зміна до закону визначила обов'язковий період у процесі демаркації відведений для розгляду скарг. У 2008 році Федеральний верховний суд виніс гучне рішення на користь збереження територіальної цілісності міста Рапоса-Серра-ду-Соль у Рораймі. Рисові фермери, що не є корінними жителями, протестували проти своєї депортації з ТІ, аргументуючи це тим, що створення резервації підривало б національну цілісність Бразилії та економічний розвиток держави, і запропонували розбити його на частини. Постанова створила юридичний прецедент, який торкнувся понад 100 подібних справ, які на той час були на розгляді у Верховному суді.

## Критика
Право власності на землю є спірним питанням у Бразилії. У 90-х роках близько 45 % доступних сільськогосподарських угідь у країні контролювалось 1 % населення. Тому деякі прихильники земельної реформи критикують кількість земель, відведених для корінних народів, які складають лише 0,2 % національного населення. Відповідно до цього погляду підхід Конституції 1988 р. до права корінних народів на землю є надмірно ідеалістичним, і не сприяє поверненню до більш інтеграційної політики. У суперечці довкола Рапоса-Серра-до-Соль не корінні рисоводи та їхні захисники звинувачували ТІ у стримуванні економічного розвитку в малонаселених штатах, таких як Рорайма, де значна частина земель відведена для корінних народів, незважаючи на комерційний тиск на розробку їх для сільськогосподарського використання. Instituto Socioambiental, група з прав корінних жителів Бразилії, стверджує, що невідповідність між кількістю корінного населення і власністю на землю є виправданою, оскільки їх традиційні засоби виживання (як правило, перелогова система землеробства або полювання та збирання) є більш екстенсивними, ніж сучасне сільське господарство, окрім того, багато ТІ включають великі площі непродуктивних земель які є екологічно деградованими і непридатними до обробки.
Противники корінних територій також стверджують, що вони підривають національний суверенітет. Пропаганда прав корінних громадських організацій розглядається як частина процесу «інтернаціоналізації Амазонки», що суперечить економічним інтересам Бразилії. Деякі представники військової галузі також висловлюють занепокоєння тим, що оскільки багато ТІ окупують прикордонні регіони, вони становлять загрозу національній безпеці — не дивлячись на те що армії та поліції надано повний доступ до цих територій.
Нинішню систему територій корінних народів також критикують прихильники прав корінних народів, які заявляють, що процес демаркації відбувається надто повільно і що FUNAI не вистачає ресурсів для належного захисту їх від посягань після реєстрації.